# Fierville-les-Parcs
Fierville-les-Parcs è un comune francese di 227 abitanti situato nel dipartimento del Calvados nella regione della Normandia.

## Società

### Evoluzione demografica
Abitanti censiti